# Adrian Skrzetuski
Adrian Skrzetuski, OFMConv (ur. ok. 1651, zm. 1715) – polski duchowny katolicki, franciszkanin, biskup bakowski.

## Życiorys
W młodości wstąpił do zakonu franciszkanów, w którym pełnił wiele funkcji klasztornych. 23 września 1715 r. został wybrany przez papieża Klemensa XI biskupem bakowskim. Nie zdołał objąć rządów w diecezji na skutek swojej przedwczesnej śmierci.